# Liste des joueurs de basket-ball du Real Madrid
Joueurs de basket-ball du Real Madrid ayant au moins fait une apparition en match officiel.
- Haut – A
- B
- C
- D
- E
- F
- G
- H
- I
- J
- K
- L
- M
- N
- O
- P
- Q
- R
- S
- T
- U
- V
- W
- X
- Y
- Z

## A
- Santi Abad
- Derrick Alston
- Michael Anderson
- Alberto Angulo
- Lucio Angulo
- Joe Arlauckas

## B
- Tanoka Beard
- Troy Bell
- Elmer Bennett
- Andrew Betts
- José Biriukov
- Dejan Bodiroga
- Wayne Brabender
- Brad Branson
- Louis Bullock
- Pat Burke

## C
- Carmelo Cabrera
- Josep Cargol
- Juan Antonio Corbalán
- Josep Lluís Cortés

## D
- Dražen Dalipagić
- Mirza Delibašić
- Antonio Díaz-Miguel
- Aleksandar Djordjević
- Luka Dončić

## E
- Ariel Julio Eslava

## F
- Antonis Fotsis
- Anthony Frederick

## G
- Mickaël Gelabale
- José Luis Galilea

## H
- Venson Hamilton
- Michael Hawkins
- Eduardo Hernández-Sonseca
- Carl Herrera
- Alberto Herreros
- Axel Hervelle
- Wayne Hightower

## I
- Juan Manuel López Iturriaga

## J
- Keith Jennings

## K
- Kaspars Kambala
- Rimas Kurtinaitis

## L
- Maciej Lampe
- José Luis Llorente
- Toñín Llorente
- Sergio Llull
- Raúl López
- Clifford Luyk

## M
- Antonio Martín Espina
- Fernando Martín Espina
- Alfonso Martínez
- Mark McNamara
- Marko Milič
- Jérôme Moïso
- Damir Mulaomerović
- Álex Mumbrú

## N
- Richard Nguema
- Dennis Nutt

## O
- Juan Antonio Orenga
- José Ortiz

## P
- Vicente Paniagua
- Lazaros Papadopoulos
- Michalis Pelekanos
- Dražen Petrović

## R
- Igor Rakočević
- Vicente Ramos
- Alfonso Reyes
- Felipe Reyes
- Stanley Roberts
- Wayne Robinson
- Emiliano Rodríguez
- Johnny Rogers
- Paul Rogers
- Fernando Romay
- Rafael Rullán

## S
- Arvydas Sabonis
- Lolo Sainz
- Zoran Savić
- Brent Scott
- Blagota Sekulić
- Alex J. Scales
- Segundo Braña
- Nedžad Sinanović
- Charles Cornelius Smith
- Mike Smith
- Mous Sonko
- Mario Stojić
- Éric Struelens
- Walter Szczerbiak

## T
- Žan Tabak
- Dragan Tarlać
- Marko Tomas
- Kerem Tunçeri

## V
- Ratko Varda
- Enrique Villalobos
- George Zidek